# Thủy năng
Thủy năng hay năng lượng nước là năng lượng nói chung nhận được từ lực hoặc năng lượng của dòng nước, dùng để sử dụng vào những mục đích có lợi.
Trước khi được mở rộng ra thương mại hóa điện năng, thủy năng đã được sử dụng cho mục đích thủy lợi, và cung cấp năng lượng cho nhiều máy móc khác nhau, như cối xay nước, máy dệt, máy cưa, cẩu trục ở âu tàu, và thang máy dùng trong nhà.
Một phương pháp khác sử dụng một trompe (bơm nén khí cổ) để tạo không khí nén từ dòng nước, không khí nén này sau đó có thể được sử dụng để làm nguồn năng lượng cung cấp cho các máy móc khác ở khoảng cách xa nguồn nước.

## Lịch sử
Thủy năng đã được sử dụng từ xa xưa từ thời nền văn minh Lưỡng Hà và Hy Lạp cổ đại, nơi mà các hạng mục thủy lợi đã được sử dụng từ thiên niên kỷ thứ VI trước Công nguyên và đồng hồ nước đã được sử dụng từ đầu thiên niên kỷ thứ II trước Công nguyên. Những ví dụ khác về sử dụng sức nước gồm có hệ thống Qanat ở Ba Tư cổ đại và hệ thống dẫn nước Turpan ở Trung Quốc cổ đại.

### Bánh xe nước và cối xay nước
Sức nước đã được sử dụng hàng trăm năm nay. Ở Ấn Độ, bánh xe nước và cối xay nước đã được xây dựng; ở Đế quốc La Mã, các cối xay gió dùng sức nước dùng để xay bột từ hạt ngũ cốc, và cũng được dùng để cưa gỗ và đá; ở Trung Hoa, cối xay nước đã được sử dụng rộng rãi từ thời nhà Hán. Năng lượng của sóng nước chảy ra từ một bồn nước được sử dụng để đãi quặng kim loại trong một phương pháp được gọi là hushing. Phương pháp này được sử dụng đầu tiên ở mỏ vàng Dolaucothi ở  xứ Wales kể từ năm 75 sau Công nguyên, nhưng đã được phát triển ở Tây Ban Nha ở mỏ Las Medulas. Hushing cũng được sử dụng rộng rãi ở Anh vào thời Trung cổ và thời kì sau đó để đãi quặng chì và thiếc. Nó còn được sử dụng sau đó trong phương pháp thủy lực trong suốt thời kỳ cuộc đổ xô đi tìm vàng ở California.
Ở Trung Quốc và các nước Á Đông còn lại, sức nước còn giúp làm quay bánh xe dẫn nước vào các kênh thủy lợi. 
Vào thời kỳ đầu của cuộc cách mạng Công nghiệp ở Anh, nước là nguồn năng lượng chính cho các phát minh như  cơ cấu sức nước của Richard Arkwright. Mặc dù việc sử dụng hơi nước trong nhiều nhà máy và xưởng xay xát lớn, thủy năng vẫn được sử dụng trong suốt thế kỷ 18,19 tiếp theo trong nhiều nhà máy nhỏ hơn, như phần dẫn động của đường ống lò cao nhỏ (như lò Dyfi) và cối xay, được xây dựng tại thác Saint Anthony, lợi dụng độ cao 50-foot (15 m) trên Sông Mississippi.
Vào những năm 1830, thời hoàng kim của kỷ nguyên xây dựng kênh đào, sức nước cũng được dùng để vận chuyển bằng xà lan lên và xuống những ngọn đồi dốc bằng cách sử dụng đường ray dốc.

### Ống dẫn thủy năng
Mạng lưới thủy năng, sử dụng các đường ống mang lưu chất bị nén để truyền tải năng lượng cơ học từ nguồn, như bơm, tới người dùng đầu cuối. Được mở rộng trong các thành phố thời nữ hoàng Victoria, Anh. Một mạng lưới thủy năng cũng được sử dụng ở Geneva, Thụy Sĩ. Jet d'Eau nổi tiếng có nguồn gốc là một van áp lực dư của hệ thống này.

## Tính toán lượng công suất hữu ích
Một nguồn thủy năng có thể được đo lường theo lượng công suất hữu ích, hoặc công trên một đơn vị thời gian. Trong các hồ chứa lớn, công suất hữu ích thường liên hệ với cột áp thủy lực, và tốc độ dòng chảy. Trong một hồ chứa, cột áp là chiều cao của nước trong hồ so với chiều cao của nó sau khi đã xã hết nước. Mỗi đơn vị nước có thể thực hiện một công bằng trọng lượng của nó nhân với cột áp.
Lượng năng lượng, E, được giải phóng khi một vật có khối lượng m rơi từ một độ cao h dưới tác động của trọng lực g is given by
{\displaystyle \,E=mgh}
Năng lượng này được tích bằng đập thủy điện, và có thể được giải phóng bằng cách hạ thấp mực nước theo cách điều khiển được. Khi đó, năng lượng sẽ tỉ lệ với vận tốc của lưu chất.
{\displaystyle {\frac {E}{t}}={\frac {m}{t}}gh}
Thay thế P cho E⁄t và biểu diễn m⁄t dưới dạng thể tích khối chất lỏng di chuyển trên một đơn vị thời gian (vận tốc của dòng lưu chất, φ) và khối lượng riêng của nước, ta có được dạng thường gặp của biểu thức này:
{\displaystyle P=\rho \,\phi \,g\,h}
hoặc
Một công thức đơn giản cho lượng điện năng gần đúng mà một nhà máy thủy điện tạo ra là:
P = hrgk
Trong đó P là công suất tính bằng kilowatt, h là độ cao tính bằng mét, r là tốc độ dòng chảy tính bằng mét khối trên giây, g là gia tốc trọng trường bằng 9.8 m/s2, và k là hiệu suất có giá trị từ 0 đến 1. Hiệu suất thường cao hơn ở những tua bin lớn hơn và hiện đại hơn. 

Một vài hệ thống thủy năng như bánh xe nước có thể chuyển đổi năng lượng từ dòng chảy của nước mà không phải thay đổi độ cao của nó. Trong trường hợp này, công suất hữu ích là động năng của dòng nước.
{\displaystyle P={\frac {1}{2}}\,\rho \,\phi \,v^{2}}
trong đó v là tốc độ của nước, hoặc với
{\displaystyle \phi =A\,v}
trong đó A là tiết diện của dòng nước chảy qua, ta cũng có
{\displaystyle P={\frac {1}{2}}\,\rho \,A\,v^{3}}
Bánh xe chạy bằng sức nước có thể tận dụng hiệu quả cả hai dạng năng lượng này.